# Karl Hermann Zahn
Karl Hermann Zahn (* 3. Dezember 1865 in Baiertal, Großherzogtum Baden; † 8. Februar 1940 in Haigerloch) war ein deutscher Botaniker. Sein botanisches Autorenkürzel lautet „Zahn“.

## Leben
Karl Hermann Zahn kam am 3. Dezember 1865 als Kind des auf der Unteren Mühle in Baiertal tätigen Müllermeisters Konrad Zahn und seiner Frau Katharina Zahn, geborene Goos, zur Welt.
Zahn legte die Reifeprüfung für Lehrer ab und wurde danach Unterlehrer an der Realschule in Heidelberg. Er studierte am Polytechnikum Karlsruhe; danach war er an der Realschule in Weinheim tätig. Im Anschluss folgte er dem Ruf an die Großherzogliche Badische Baugewerkeschule, später Staatstechnikum genannt (heute Hochschule Karlsruhe – Technik und Wirtschaft), wo er in einer nahezu 40 Jahre währenden Lehrtätigkeit blieb. Zahn wurde 1923 Professor für darstellende Geometrie, Chemie und Baustofflehre.
Neben dieser Laufbahn erwachte bereits im 20-jährigen Zahn das Interesse für die Botanik. Sein erstes Buch Flora der Baar und der angrenzenden Landesteile erschien 1889; die Baar ist eine Hochebene in Südwestdeutschland. Zahn entwickelte sich zum besten Experten für die Pflanzengattung der Habichtskräuter (Hieracium). Mit dem ebenfalls stark auf diese Gattung spezialisierten Kollegen Hans Woldemar Schack zusammen veröffentlichte er viele Arbeiten zu Habichtskräutern. Zahn sichtete die großen Hieracium-Sammlungen von Berlin, Innsbruck, Wien, Budapest, Genf, Zürich und Prag. Er machte die Beschreibung aller weltweit bekannten Arten der Gattung zu seiner Lebensaufgabe.
Zahn vollendete in jahrzehntelanger Arbeit das Werk Die Hieracien Mittel-Europas von Carl Wilhelm von Nägeli und Gustav Albert Peter (1853–1937). Zum Werk Das Pflanzenreich von Adolf Engler trug er zwischen 1921 und 1923 zu den Heften 75, 76, 77, 79 und 82 jeweils Beiträge über Habichtskräuter bei. Zwischen 1922 und 1938 schrieb er über Habichtskräuter in den Folgen 12(1) bis 12(3) der Synopsis der mitteleuropäischen Flora von Paul Friedrich August Ascherson und Karl Otto Robert Peter Paul Graebner. 1923 veröffentlichte er seine eigene große Monographie der Hieracien.
Zahn heiratete 1894 Creszentia Zeiser aus Haigerloch. Nach seiner Pensionierung lebte er in Haigerloch, wo er am 8. Februar 1940 verstarb.